# Костино
Костино е село в Южна България. То се намира в община Кърджали, област Кърджали.

## География
Село Костино се намира в планински район.

## Население
Численост и дял на етническите групи според преброяването на населението през 2011 г.:
|                     | Численост | Дял (в %) |
| Общо                | 256       | 100,00    |
| Българи             | 0         | 0,00      |
| Турци               | 0         | 0,00      |
| Цигани              | 0         | 0,00      |
| Други               | 0         | 0,00      |
| Не се самоопределят | 0         | 0,00      |
| Неотговорили        | 255       | 99,60     |

## Културни и природни забележителности
Тракийско светилище Пещера Утроба датира от XI – Х в. пр.н.е. Храма се намира близо до с. Ненково в местността „Тангардък кая“, на около 20 km северозападно от град Кърджали. Пещерата представлява естествен хоризонтален процеп в скала, който е бил допълнително изсечен и оформен от човешка ръка, наподобяващ на вулва.
Височината на отвора е 3 m, ширината 2,5 m, а дълбочина около 22 m. В дъното на пещерата се забелязва издълбан олтар, който е висок малко повече от метър. В горната част на пещерата има пукнатина, през която за няколко минути всеки ден в 12 часа влиза слънчев лъч. В деня на пролетното равноденствие, слънчевият лъч се уголемява и влиза точно в дупката на олтара, като се задържа потрепвайки няколко минути. Действието олицетворява оплождане, свещеният брак между скалата и Слънцето, възраждането на живота. Това е единствената открита подобна пещера в света.
Намира се в Големия дол на с. Костино (но подходът не е откъм това село), в район с изключителен ландшафт. Представлява естествена форма, образувана под въздействието на преминаващото под него буйно дере. Височината на „моста“ е около 10 м, дължината 15 м.
Скалният прозорец е формиран едновременно с Каменната сватба и Каменните гъби, като е образуван от сходни материали и по подобен начин. Обявен е за защитен природен обект със Заповед № 415/12.08.1979 г., заема площ от 2 дка.
Към него може да се подходи по няколко начина:
Вариант 1. От Кърджали се тръгва в посока с. Енчец. Малко след центъра на селото има разклон -държи се основния път за селата Пенево, Крушевско, Голяма Бара. Малко след мах. Крушка се оставят колите и пеша се тръгва към Големия Костински дол. Следва се неговото течение, като се преминава ту на единия, ту на другия бряг. Теренът е труден. След около 1 час се достига до „моста“.
Вариант 2. Подминава се Крушка и се достига до с. Голяма бара, носещо името си именно от дерето. Може да се тръгне пак по неговото протежение, а може и да се следва маркирана пътека. Пътеките са 2 – едната е към пещерата „Утроба“, а втората е към Скалния прозорец. Поради ниската посещаемост, на места пътеката се губи.
Вариант 3. След с. Енчец се тръгва за с. Дъждовница и Ненково – покрай язовир Кърджали. Малко преди с. Дъждовница, там, където са внушителнитесе скални образувания с изсечени в тях тракийски ниши, се вижда Костинското дере, което малко след това се влива в язовира. Там е оформен кът за почивка – беседка, чешма, заслон, детски люлки и пързалка. Тръгва се срещу течението и след около 30-40 минути се стига до „моста“.
Теренът е труден, необходимо е да се посети в подходящо време, тъй като през дъждовните сезони водата е буйна и трудна за преодоляване. Мястото е изключително красиво и провокативно за любителите на емоции.
В района на Големия костински дол се срещат едни от най-красивите ахати в Източни Родопи, търсени минерали за всяка една музейна или любителска колекция.